# Geolycosa lindneri
Geolycosa lindneri är en spindelart som först beskrevs av Karsch 1879.  Geolycosa lindneri ingår i släktet Geolycosa och familjen vargspindlar. Inga underarter finns listade i Catalogue of Life.